# Troides staudingeri
Espèce
Troides staudingeri est une espèce de lépidoptères (papillons) de la famille des Papilionidae.

## Historique et dénomination
Cette espèce a été décrite par l'entomologiste Johannes Karl Max Röber en 1888 et dédiée à l'entomologiste allemand Otto Staudinger. Le nom complet est : Troides (Troides) staudingeri

### Synonymie
Ornithoptera staudingeri (Röber, 1888) protonyme

### Taxinomie
Troides staudingeri a été considéré par plusieurs auteurs comme Troides haliphron staudingeri, une sous-espèce de Troides haliphron.

## Sous espèces
- Troides (Troides) staudingeri staudingeri présent aux Îles Babar
- Troides (Troides) staudingeri ariadne Rothschild, 1908 à Romang une des Îles Barat Daya des Moluques.
- Troides (Troides) staudingeri iris (Röber, 1888) présent aux Îles Leti
- Troides (Troides) staudingeri heptanonius Fruhstorfer, 1913 présent à Damer une ile des Moluques.
- Troides (Troides) staudingeri ikarus Fruhstorfer, 1904 présent aux Îles Tanimbar Yamdena, Larat et Selaru.
- Troides (Troides) staudingeri rikyu Arima & Morimoto, 1991 à Teun, Nila, Serua, Îles Barat Daya des Moluques[2]

## Description
Troides staudingeri est un des plus petits Troides  avec une envergure, entre 130 mm à 150 mm, au corps noir et aux ailes discrètement festonnées.
Les mâles ont les ailes antérieures noires aux nervures soulignées de blanc et les ailes postérieures noires avec une plage jaune centrale veinée de noir.
Les femelles ont les ailes antérieures de couleur marron foncé aux nervures largement soulignées de blanc et les ailes postérieures marron foncé à noires avec une très petite plage jaune centrale veinée de noir.

## Écologie et distribution
Troides staudingeri est présent en Indonésie, au Sulawesi et dans l'archipel des Moluques, aux Îles Leti et aux Îles Babar, un archipel des petites îles de la Sonde qui appartient en partie au Timor oriental.

### Protection
Troides staudingeri est protégé.